# Theta Ophiuchi
Theta Ophiuchi (θ Ophiuchi, förkortat Theta Oph, θ Oph) som är stjärnans Bayerbeteckning, är en trippelstjärna belägen i den södra delen av stjärnbilden Ormbäraren. Den har en kombinerad skenbar magnitud på 3,26, är klart synlig för blotta ögat. Baserat på parallaxmätning inom Hipparcosuppdraget på ca 7,5 mas, beräknas den befinna sig på ett avstånd av ca 436 ljusår (134 parsek) från solen.

## Nomenklatur
Theta Ophiuchus ligger på Ormbärarens "högra fot" något sydväst om Keplers Star, supernovan 1604. Enligt Richard H. Allens, Star Name: Their Lore and Meaning (1899 ) bildade θ Oph tillsammans med ξ Oph Sogdian Wajrik, "Trollkarlen", Khorasmian Markhashik, "Ormbettet" och med η Oph den koptiska Tshiō, "Ormen" och Aggia, "Trollkarlen".

## Egenskaper
Theta Ophiuchi är en blåvit underjätte av spektralklass B2 IV. Den har en massa som är 8,8 gånger solens massa och en uppskattad radie som ca 6,3  gånger större än solens. Den utsänder från dess fotosfär 5 000 gånger mera energi än solen vid en effektiv temperatur på ca 22 260 K.
Theta Ophiuchi synes vara ett trippelstjärnsystem där primärstjärnan är en variabel stjärna av Beta Cephei-typ med en kort period på bara 3 h 22 m. Den ljusaste komponenten är en spektroskopisk dubbelstjärna med en omloppsperiod på 56,71 dygn och en excentricitet på 0,17. Den tertiära komponenten är en stjärna av magnitud 5,5 och spektraltyp B5. Den befinner sig med en vinkelseparation på 0,15 bågsekunder från dubbelstjärna. Konstellationen är en medlem i undergruppen Upper Scorpiusi Scorpius-Centaurus OB association, den närmaste till solen av sådan samförflyttande förening av massiva stjärnor.